# Blaine (Tennessee)
Blaine es una ciudad ubicada en el condado de Grainger en el estado estadounidense de Tennessee. En el Censo de 2010 tenía una población de 1856 habitantes y una densidad poblacional de 76,28 personas por km².

## Geografía
Blaine se encuentra ubicada en las coordenadas 36°8′52″N 83°41′40″O / 36.14778, -83.69444. Según la Oficina del Censo de los Estados Unidos, Blaine tiene una superficie total de 24.33 km², de la cual 24.33 km² corresponden a tierra firme y (0%) 0 km² es agua.

## Demografía
Según el censo de 2010, había 1856 personas residiendo en Blaine. La densidad de población era de 76,28 hab./km². De los 1856 habitantes, Blaine estaba compuesto por el 0.1% blancos, el 0.86% eran afroamericanos, el 0% eran amerindios, el 0.11% eran asiáticos, el 0% eran isleños del Pacífico, el 0.05% eran de otras razas y el 0.81% pertenecían a dos o más razas. Del total de la población el 0.92% eran hispanos o latinos de cualquier raza.